# День поминовения (США)
День Поминовения (англ. Memorial Day) — национальный день памяти США, отмечаемый ежегодно в последний понедельник мая. Он посвящён памяти американских военнослужащих, погибших во всех войнах и вооружённых конфликтах, в которых США когда-либо принимали участие.
Традиция отмечать этот день зародилась после Гражданской войны в США и первоначально была посвящена солдатам-северянам, погибшим в этой войне. После Первой мировой войны в этот день стали вспоминать солдат, погибших и в других военных конфликтах. С 1971 года День Поминовения официально стал национальным в США. В этот день американцы посещают кладбища и военные мемориалы; флаг США приспущен до полудня по местному времени. Многие американцы считают его фактическим началом лета. Традиционно он сопровождается семейными мероприятиями, пикниками и спортивными событиями.
Похожим американским праздником является День ветеранов, отмечаемый 11 ноября. Этот день посвящён всем ветеранам войн — как живым, так и мёртвым.
Изначально 30 мая чтили память погибших в Гражданской войне, но сегодня Memorial Day — День памяти павших — в США стал днём, когда граждане этой страны отдают дань уважения всем положившим свои жизни на алтарь общенациональной свободы. В этот день чтут не только воинов и общественных деятелей, он стал днём поминовения всех умерших, о которых в общественных местах, на кладбищах и в церквях проводят специальные службы.
История Дня памяти павших в США началась ещё во времена Гражданской войны, когда женские общества возлагали цветы на могилы не вернувшихся с полей конфедератов. В 1868 году генерал Джон Логан, глава ветеранской организации Grand Army of the Republic, в своем приказе объявил 30 мая днём памяти погибших и в этот день впервые были украшены могилы на Арлингтонском кладбище. В 1873 году Нью-Йорк стал первым штатом Америки, который официально признал этот праздник. Такое событие, право, не может быть объектом для споров, кто и когда первым начал принародно чтить погибших, ясно, что в каждом населённом пункте это движение зарождалось естественным образом, а приказ Логана лишь сформулировал общую потребность в возникновении такого поминального дня. День Поминовения объединяет всех, кто чувствует свой долг перед теми, кто отдал самую важную ценность — человеческую жизнь за то, чтобы жить могли другие.
В 1890 году он был признан всеми северными штатами, но южные, всё ещё стремясь показать свою враждебность, поминали своих умерших в другие даты. Такое непонимание длилось лишь до начала Первой мировой войны, когда этот день провозгласили днём почитания погибших во всех войнах. С 1971 года, по американской традиции, дату праздника сделали плавающей — теперь их чтут в последний понедельник мая, тем самым освобождая для выходных три дня, чтобы родные героев, да и все остальные американские граждане, могли отдать долг памяти погибшим.